# Гувер (тюлень)
Гувер (1971? — 25 липня, 1985) — тюлень з акваріума «Нью-Інгланд» (Бостон, США), навчений імітувати людську мову, перший у світі ссавець, який вміє розмовляти, що не є людиною
Тюлень зустрічав відвідувачів словами: «Як ся маєш?». Словниковий запас тварини був обмежений, однак слова, тюлень, вимовляв дуже чітко й басом, а якщо добре себе почував, просив наблизитися до нього й назвати своє ім'я. Також міг крикнути відвідувачам грубе «Змивайся звідси!». Дослідники встановили, що він говорить краще папуг. При цьому піки «балакучості» були відзначені у Гувера в період спарювання: це дозволяє припустити, що власне вміння він використовував в «рекламних» цілях ( [Архівовано 13 серпня 2017 у Wayback Machine.], стор. 193).
Спроби наслідувати людську мову були виявлені у Гувера на сьомому році життя і досягли досконалості на десятому.
Жоден із шести дітей Гувера так і не навчився говорити, проте його онук Чакі подає надії в навчанні наслідування мови, яке все ще триває.